# Паметник на Иван Михайлов (Благоевград)
 Тази статия е за паметника в Благоевград.  За софийския вижте Паметник на Иван Михайлов.  
Паметникът на Иван Михайлов е бюст на българския революционер, водач на Вътрешната македонска революционна организация Иван Михайлов (1896 – 1990), разположен в Градската градина в град Благоевград, България. Паметникът е поставен на 14 септември 2024 година по инициатива на Николай Йовев и „Новата политическа емиграция от Македония“, а е дело на скулптора Илия Бояров и каменоделеца Димитър Антов.